# XXL (nordmazedonische Band)
XXL sind eine nordmazedonische Girlgroup. Sie vertraten Mazedonien beim Eurovision Song Contest 2000 in Stockholm.

## Werdegang
Die Mitglieder sind die mazedonischen Sängerinnen Marija Nikolova, Rosica Nikolovska, Verica Karanfilovska und Ivona Dzampovska. Die Band hat auch heute noch gelegentlich Fernsehauftritte im mazedonischen Fernsehen.
Im Jahr 2000 gewannen XXL die mazedonische Vorentscheidung zum Eurovision Song Contest 2000 mit dem mazedonischsprachigen Song 100 % te ljubam („Ich liebe Dich zu hundert Prozent“). In Stockholm wurde eine mazedonisch-englische Version gesungen. In Stockholm erreichten XXL einen 15. Platz, das bis 2004 beste Ergebnis des Balkanstaates.